# Solanum juncalense
Solanum juncalense är en potatisväxtart som beskrevs av Karl Friedrich Carlos Federico Reiche. Solanum juncalense ingår i släktet skattor som ingår i familjen potatisväxter. Inga underarter finns listade i Catalogue of Life.